# Phyllanthus spartioides
Phyllanthus spartioides är en emblikaväxtart som beskrevs av Ferdinand Albin Pax och Käthe Hoffmann.
Phyllanthus spartioides ingår i släktet Phyllanthus och familjen emblikaväxter. Inga underarter finns listade i Catalogue of Life.